# Boonoo Boonoo River
Der Boonoo Boonoo River ist ein Fluss im Nordosten des australischen Bundesstaates New South Wales.

## Geographie
Der Fluss entspringt einen Kilometer nördlich der Kleinstadt Boonoo Boonoo und ungefähr 20 Kilometer nördlich von Tenterfield im Bald-Rock-Nationalpark und fließt nach Nordwesten, wo er nordwestlich von  Rivertree zusammen mit dem Maryland River den Clarence River bildet.
In seinem Oberlauf durchquert er den westlichen Teil des Boonoo-Boonoo-Nationalparks, wo er über die Boonoo Boonoo Falls stürzt.

### Nebenflüsse mit Mündungshöhen
- Two Mile Creek – 950 m
- Carrols Creek – 944 m
- Hells Hollow Creek – 489 m
- Oaky Creek – 393 m
- Bookookoorara Creek – 349 m
- Gilcurry Creek – 278 m
- Razor Back Creek – 261 m[1]